# Kiesen
Kiesen (Bernduits: Chise) is een gemeente en plaats in het Zwitserse kanton Bern, en maakt deel uit van het district Bern-Mittelland.
Kiesen telt 900 inwoners.